# Bâtiment de l'école élémentaire Rire et larmes à Aleksinac
Le bâtiment de l'école élémentaire Rire et larmes à Aleksinac (en serbe cyrillique : Зграда мушке основне школе "Смех и сузе" у Алексинцу ; en serbe latin : Zgrada muške osnovne škole "Smeh i suze" u Aleksincu) se trouve à Aleksinac et dans le district de Nišava, en Serbie. Il est inscrit sur la liste des monuments culturels protégés de la république de Serbie (identifiant no SK 849),,.

## Présentation
Le bâtiment, situé 9 rue Stanka Milosavljevića, a été construit dans les années 1870.